# جیم (اسب)

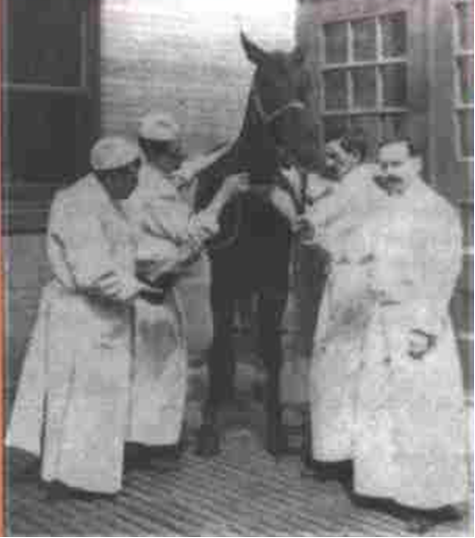
جیم

جیم (به انگلیسی: Jim) نام اسبی بود که از او برای تهیهٔ سرم حاوی آنتی‌بادی برای مقابله با سم دیفتری استفاده شد و محققان توانستند بیش از ۳۰ لیتر آنتی توکسین دیفتری از او تهیه کنند و جان بسیاری از بیماران را نجات دهند. با این حال در ۲ اکتبر ۱۹۰۱ نشانه‌هایی از ابتلای جیم به کزاز مشاهده شد و در نتیجه او را کشتند.
پس از مرگ جیم مشخص شد که مرگ دختر بیماری در سنت لوئیز نیز بر اثر سرم آلوده‌ای بوده که از این اسب تهیه کرده بودند و با آزمایش سرم که تاریخ تهیهٔ آن ۳۰ سپتامبر همان سال بود نشان داد که سرم، آلوده به کلوستریدیوم تتانی بوده که در دورهٔ کمون خود به‌سر می‌برده است. از سرم آلودهٔ ۳۰ سپتامبر برای پرکردن بطری‌هایی که تاریخ ۲۴ اوت را برخود داشتند نیز استفاده شده بود هرچند نمونه‌های گرفته‌شده در خود همان تاریخ عاری از آلودگی بودند.
سهل‌انگاری در آزمایش این آنتی توکسین‌ها پیش از استفاده که به مرگ ۱۲ کودک دیگر نیز منجر شد و یک مورد مشابه دیگر که بر اثر استفاده از واکسن آلودهٔ آبله اتفاق افتاد باعث گردید تا در ۱۹۰۲ «قانون کنترل بیولوژیک» در آمریکا به تصویب برسد. این قانون و این حادثه خود سنگ بنای تأسیس مرکز ارزیابی و تحقیقات بیولوژیک و پس از آن تشکیل اداره مواد غذائی و داروئی ایالات متحده آمریکا در آن کشور گردید.